# Shoutir Kishore Chatterjee
Shoutir Kishore Chatterjee (Ranchi, 6 novembre 1934 – 18 giugno 2024) è stato uno statistico indiano che ha sviluppato  assieme al connazionale Pranab Kumar Sen il test della somma dei ranghi bivariati.
Si è laureato (B.Sc.) in statistica nel 1954 presso il Presidency College a Calcutta, continuando poi gli studi presso l'università di Calcutta, dove ha conseguito il M.Sc. nel 1956 e il Ph.D. nel 1962 e dove ha cominciato ad insegnare nel 1960 fino al 1997.

## Opere
- Nonparametric tests for the bivariate two sample location problem in "Calcutta Statistical Association Bulletin", 1964, coautore Pranab Kumar Sen.
- Nonparametric tests for the multisample multivariate location problem in "NSF Technical Report", University of California, Berkeley, 1965,  coautore Pranab Kumar Sen.